# Coyote Shivers
Coyote Shivers (24 de setembro de 1965) é um ator e cantor canadense. Reside em Hollywood, Califórnia. Foi casado com a groupie Bebe Buell.

## Discografia

### Álbuns
- Coyote Shivers (1996) Mutiny Zoo
- 1/2 A Rock & Roll Record (1999) The Orchard (EP)
- Gives It To Ya. Twice (2004) Foodchain Records (double CD)

### Trilhas sonoras
- Empire Records, 1995 (song "Sugarhigh")
- Time of Your Life, 1999 TV Series (song "Something Happens" in episode "The Time They Threw That Party")
- Down and Out with the Dolls, 2001 (theme song "I Wanna Remember Tonight")
- Girl in 3D, 2004

## Filmografia
- Johnny Mnemonic, 1995
- Empire Records, 1995
- Smut, 1999
- Down and Out with the Dolls, 2001
- Girl in 3D, 2004
- Boys & Girls Guide To Getting Down, 2006